# Els Castellets (Sant Feliu de Pallerols)
Els Castellets és una serra al municipi de Sant Feliu de Pallerols a la comarca de la Garrotxa, amb una elevació màxima de 753 metres.